# 박정환 (축구인)
박정환(1977년 1월 14일 ~ )은 대한민국의 전직 축구 선수이다. 현역 시절 포지션은 공격수였다. FC 서울, 전북 현대 모터스와 수원시청 등에서 활약하였다.

## 클럽 경력

### FC 서울
1999년 안양 LG 치타스 (현 FC 서울)에 입단하였으며 2003년 무등록 상태가 되기도 하였으나 후반기에 다시 등록을 하여 2003시즌까지 뛰다 2004시즌부터 광주 상무 축구단에 입단하였다.